# Соревнования «Дружба-84» по современному пятиборью
Соревнования «Дружба-84» по современному пятиборью прошли с 5 по 9 августа в Варшаве (Польша). 45 участников разыграли два комплекта наград в личном и командном первенстве у мужчин.

## Призёры
| Дисциплина           | Золото                                                         | Золото | Серебро                                                       | Серебро | Бронза                                                             | Бронза |
| Личное первенство    | Ласло Фабиан Венгрия                                           | 5670   | Анатолий Старостин СССР                                       | 5655    | Милан Кадлец Чехословакия                                          | 5497   |
| Командное первенство | Венгрия Ласло Фабиан Аттила Мижер Тамаш Сомбатхейи Йожеф Бузго | 16371  | Чехословакия Милан Кадлец Ян Барту Душан Полячек Давид Кустка | 15918   | СССР Анатолий Старостин Евгений Липеев Александр Тарев Игорь Шварц | 15801  |

### Медальный зачёт
| Место | Страна       | Золото | Серебро | Бронза | Всего |
| ----- | ------------ | ------ | ------- | ------ | ----- |
| 1     | Венгрия      | 2      | 0       | 0      | 2     |
| 2     | СССР         | 0      | 1       | 1      | 2     |
| 2     | Чехословакия | 0      | 1       | 1      | 2     |
| Всего | Всего        | 2      | 2       | 2      | 6     |